# أندي شيري
أندي شيري (بالإنجليزية: Andy Sherry)‏ هو لاعب كاراتيه بريطاني، ولد في 9 يوليو 1943 في ليفربول في المملكة المتحدة.